# Dissochaeta acmura
Dissochaeta acmura är en tvåhjärtbladig växtart som beskrevs av Otto Stapf och M.L.Green. Dissochaeta acmura ingår i släktet Dissochaeta och familjen Melastomataceae. Inga underarter finns listade i Catalogue of Life.